# Sega Sammy Holdings
Sega Sammy Holdings, Inc., также известна как Sega Sammy Group, Sega Sammy, SEGASammy (яп. 株式会社セガサミーホールディングス, Сэга Сами Хорудингусу: кабусики-гайся) — японская холдинговая компания, образованная в 2004 году в результате слияния Sega Enterprises и Sammy Corporation. Обе компании связаны с индустрией развлечений (Sega с аркадами и компьютерными играми, Sammy с машинами патинко).

## История

### Sega Enterprises
Sega была основана в Японии в 1960 году под названием Service Games, когда Ричард Стюарт и Рэй Лемер отправились в Токио по просьбе Мартина Бромли, чтобы получить нового дистрибьютора для компании. Компания начала распространять игровые автоматы с монетоприемником на американские базы в Японии. В 1960-е годы Service Games была переименована в Sega Enterprises Ltd. Sega Enterprises продала свой первый продукт, электромеханическую игру под названием Periscope, которая стала мировым хитом. В 1969 году Sega Enterprises была приобретена американским конгломератом Gulf & Western Industries Inc. В 1983 году Sega запустила компьютерную видеоигру Sega SG-1000, первую 8-битную платформу для видеоигр. В 1986 году группа компаний CSK приобрела Sega Enterprises за счет участия в капитале. Sega Europe Ltd. была основана в Европе, а в 1985 году Sega Enterprises Inc. была основана в США. Эти региональные дочерние компании служили маркетинговой базой для игровых автоматов с аттракционами.
В 1985 году Sega выпустила Hang-On, первую в мире игру с обратной связью по силе. Предприятия Sega была зарегистрирована на акциях внебиржевом (OTC) рынке. В 1988 году Sega разместила акции на второй секции Токийской фондовой биржи. В течение этого года Sega выпустила Sega Mega Drive / Genesis, 16-битную платформу для домашних видеоигр, которая укрепила присутствие Sega на рынке консолей. В течение этого года Sega также запустила R-360, первый в мире развлекательный аркадный шкаф, который может вращаться на 360 градусов во всех направлениях. В 1991 году Sega выпустила Sonic the Hedgehog в качестве талисмана конкурента, чтобы представить Sega против Марио — символа Nintendo, и с 15 миллионами проданных копий Sonic the Hedgehog породил множество сиквелов на протяжении многих лет и стал флагманской франшизой Sega.
В 1992 году Sega выпустила Virtua Racing, чтобы использовать полигональные 3D-графические движки, а в 1993 году Sega выпустила Virtua Fighter, первый в мире полигональный 3D-файтинг. Серия Virtua Fighter привела к различным мировым рекордам, включая «первый полигональный файтинг», «первый 3D-файтинг» и «первый файтинг для 32-битной консоли». В 1994 году компания Sega запустила Sega Saturn, 32-битную платформу для домашних видеоигр. В 1995 году Sega запустила печатный клуб Arcades в партнёрстве с Atlus. В 1996 году Sega выпустила Sakura Wars, японскую эксклюзивную SIM-стратегию RPG, которая стала культурным феноменом в Японии, породив мультимедийную франшизу. В 1998 году компания Sega запустила Sega Dreamcast. В 2000 году Sega Enterprises сменила свое название на Sega Corporation. В течение этого года Sega выпустила Phantasy Star Online, первую сетевую ролевую игру (RPG) для домашних игровых платформ. В 2001 году Sega прекратила выпуск Dreamcast и вышла из индустрии консольного оборудования, чтобы стать сторонним разработчиком и издателем видеоигр.

### Sammy Corporation
Sammy Corporation была основана в 1975 году как Sammy Industry Co., Ltd. японским бизнес-магнатом Хадзимэ Сатоми. Он был сформирован из производственных и маркетинговых подразделений корпорации Сатоми для игровых автоматов развлечений. В 1980-х годах Сэмми продавал Патислоты, а в 1990-х годах Сэмми расширил свой портфель за счет маркетинга и продажи машин Патинко. Эти два бизнес-предприятия были основной опорой доходов корпорации Сэмми. В 1997 году, компания Sammy Industry Co., Ltd. сменила название на «Sammy Corporation». В 2000 году «Sammy Corporation» была зарегистрирована в 1-й секции Токийской фондовой биржи, как «крупная компания». Помимо индустрии патинко и патинслотов, Sammy Corporation также участвовала в индустрии видеоигр в качестве издателя файтингов, таких как серия Guilty Gear (разработана Arc System Works), серия Rumble Fish (разработана Dimps) и Survival Arts.

### Слияние компаний
Согласно первому годовому отчету Sega Sammy, слияние двух компаний произошло из-за того, что компании столкнулись с трудностями. По словам председателя Хадзиме Сатоми, Sega была в минусе почти 10 лет и не имела четкой финансовой базы. Сэмми, с другой стороны, опасался стагнации и чрезмерной зависимости своего высокорентабельного бизнеса машин pachislot и pachinko и хотел разделить свой бизнес на новые области, используя более широкий спектр участия Sega в различных областях развлечений.
Вместе, как Sega Sammy group, компания выросла, приобрела и основала несколько компаний. Прежний логотип Sega Sammy был разработан на основе буквы «S», начальной буквы названий обеих компаний. Синергия, порожденная интеграцией двух компаний, представлена сочетанием синего и зеленого цветов, которые являются корпоративными цветами компаний. Кроме того, в логотипе изогнутая линия, указывающая на горизонт, соединяющий слова Sega и Sammy, символизирует сотрудничество компаний и решимость группы Sega Sammy развиваться глобально.
До 2015 года группа была структурирована по четырем направлениям:
«Потребительский бизнес», который содержал видеоигры, игрушки и анимацию.
«Бизнес машин для развлечений», который содержал аркадный бизнес Sega.
«Бизнес-центр развлечений», который содержал развлекательные центры и тематические парки Sega.
«Pachislot and Pachinko Business» — это корпорация Sammy Corporation, которая является основным источником дохода группы.
В течение лучшей половины первого десятилетия существования холдинга он искал продажи игровых автоматов Sega и продажи pachinko Sammy в качестве своего самого большого финансового стимула. Сдвиг произошел в 2010-х годах, что привело к «реформе групповой структуры» в 2015 году. Казино, курорты и цифровые игры теперь являются самыми большими финансовыми стимулами. Продажи аркад и упакованных игр от Sega несколько смягчились, в то время как роста продаж pachinko не предвидится.
На сегодняшний день группа состоит из развлекательного, курортно-патинко/pachislot промышленности. За исключением бизнеса тематического парка Sega (Sega Live Creation), потребительские компании, машины для развлечений и центры развлечений находятся в развлекательном секторе группы, возглавляемой Sega.
22 декабря 2010 года Sega Sammy Holdings приобрела оставшиеся в обращении акции TMS Entertainment, сделав таким образом TMS Entertainment полностью принадлежащей дочерней компанией Sega Sammy Holdings. В апреле 2017 года Marza Animation Planet, CGI-анимационная студия Sega, была преобразована в TMS Entertainment.
15 апреля 2023 года IGN сообщил, что компания Sega купит компанию Rovio за 776 миллионов долларов. Rovio отклонила предыдущее предложение о приобретении израильской мобильной компании Playtika за 800 миллионов долларов. Приобретение должно было быть закрыто к сентябрю 2023 года, в результате которой, Rovio станет дочерней компанией компании Sega.

## Структура компании

### Развлекательный бизнес
Дочерние компании, связанные с бизнесом Sega Sammy Group по производству развлекательного контента.
- Sega Group Corporation
  - Atlus
  - Sega Corporation
  - Play Heart, Inc.
  - Sega Logistics Service Co., Ltd.
  - Dartslive Co., Ltd.
  - TMS Entertainment Co., Ltd.
  - Sega Toys

### Пачислоты и патинко
Дочерние компании, связанные с бизнесом Sega Sammy Group по производству пачислотов и автоматов для игры в патинко.
- Sammy Corporation
  - Sammy NetWorks Co., Ltd.
  - Ginza Corporation
  - RODEO Co., Ltd.
  - Taiyo Elec Co., Ltd.

### Курортный бизнес
- PHOENIX RESORT CO., LTD.
- PARADISE SEGASAMMY Co., Ltd.
- Sega Sammy Golf Entertainment Inc.

## Фильмография

### Фильмы
| Год  | Название        | Режиссёр(ы)  | Дистрибьютор       | Совместное производство                            | Прим.  |
| ---- | --------------- | ------------ | ------------------ | -------------------------------------------------- | ------ |
| 2020 | Соник в кино    | Джефф Фаулер | Paramount Pictures | Original Film, Marza Animation Planet, Blur Studio | [ 11 ] |
| 2022 | Соник 2 в кино  | Джефф Фаулер | Paramount Pictures | Original Film, Marza Animation Planet, Blur Studio |        |
| 2024 | Соник 3 в кино  | Джефф Фаулер | Paramount Pictures | Original Film, Marza Animation Planet, Blur Studio | [ 12 ] |
| 2027 | Соник 4 в кино  | Джефф Фаулер | Paramount Pictures | Original Film, Marza Animation Planet, Blur Studio |        |
| TBA  | Streets of Rage | TBA          | Lionsgate          | dj2 Entertainment, Escape Artists                  | [ 13 ] |
| TBA  | Persona         | TBA          | TBA                | TBA                                                | [ 14 ] |
| TBA  | Comix Zone      | TBA          | TBA                | Picturestart                                       | [ 15 ] |
| TBA  | Space Channel 5 | TBA          | TBA                | Picturestart                                       | [ 16 ] |

### Сериалы
| Год  | Название | Разработка | Дистрибьютор | Совместное производство | Прим.  |
| ---- | -------- | ---------- | ------------ | ----------------------- | ------ |
| 2024 | Наклз    | TBA        | Paramount+   | TBA                     | [ 17 ] |